# Деяния Петра
Деяния Петра — один из самых ранних апокрифических текстов, не вошедших в канонические Деяния Апостолов. Большая часть текста сохранилась только в латинском переводе рукописи Верчелли под названием Actus Petri cum Simone и в коптской версии. Он в основном примечателен описанием состязания в чудесах между Святым Петром и Симоном Волхвом, а также первым свидетельством традиции распятия Святого Петра вниз головой и вверх ногами. «Деяния Петра» изначально были написаны на греческом языке во второй половине II века, вероятно, в Малой Азии . Согласно мнению большинства библеистов, Деяния Петра основаны на Деяниях Иоанна, и традиционно оба произведения приписывают Левкию Харину, которого Епифаний называет спутником Иоанна.
В тексте Петр совершает чудеса, такие как воскрешение копчёной рыбы и делание собак говорящими. В некоторых версиях рассказывается о женщине (или женщинах), которая предпочла паралич сексуальным отношениям; иногда, например, в версии из Берлинского кодекса, женщина является дочерью Петра. В тексте осуждается Симон Волхв, фигура, связанная с гностицизмом, который вызывает весьма пристрастное отношение у автора текста. Петр в своей проповеди указывает, что Симон совершает чудеса, чтобы обратить в свои идеи последователей обманным способом. В негодовании Пётр вызывает Симона на состязание, чтобы доказать, чьи деяния происходят из божественного источника, а чьи — просто обман. Согласно сказанию, Симон Волхв бежал, а Петр поразил его силой Божьей и молился, чтобы Симон не умер, а был тяжело ранен. Когда Симон падает с неба, он страдает от перелома ноги в трех местах, и обращенные верующие в Петра побивают его камнями из города. Далее в Деяниях говорится, что его отвезли в Террачину к некоему Кастору: «И там его сильно порезали (два врача), и вот так Симон, вестник Сатаны, пришел к своему концу».
После этого случая Пётр собирался бежать из города; однако по пути ему явился Иисус и Пётр понял, что должен остаться и претерпеть распятие, чтобы снова увидеть Иисуса на небесах. Петр просит, чтобы его распяли вверх ногами, поскольку он не считал себя достойным той же казни, что и сам Иисус Христос. Заключительные главы, описывающие распятие Петра, сохранились отдельно под названием «Мученичество Петра» в трёх греческих рукописях, а также в коптской (фрагментарной), сирийской, эфиопской, арабской, армянской и славянской версиях. Из-за этого иногда предполагается, что рассказ о мученичестве был более ранним отдельным текстом, к которому были приписаны предыдущие главы.